# ヘイ・ポーター
『Hey, Porter』（ヘイ・ポーター）は、アメリカ合衆国のカントリー・ミュージックである。
ジョニー・キャッシュによって1954年9月1日に録音され、翌年6月にシングルとしてリリースされた楽曲。

## 概要
作詞作曲はジョニー・キャッシュ、ルーサー・パーキンスとマーシャル・グラントで、列車の旅の途中に、テネシーの現状を知りたいがために興奮し、ポーターへ新聞を求める乗客についての物語である。

## 録音
ヘイ・ポーターは、ジョニー・キャッシュ＆テネシー・トゥーの最初の録音である。キャッシュは、1954年にサン・レコードのスタジオに来て、サム・フィリップスのオーディションを受けた。ゴスペル音楽の『I Was There When It Happened』を最初に歌ったが、不採用にされる。そのあと、テネシー・トゥーのバンドメンバーであるルーサー・パーキンスとマーシャル・グラントと一緒に『ヘイ・ポーター』を書いた。同年の9月1日にその楽曲をスタジオで発表し、採用される。翌年の1955年の6月21日に、サン・レコードからリリースされた。ビルボード誌全米カントリーチャート14位を記録するヒットになった。